# Polish International
Die Polish International (auch als Polish Open bezeichnet) sind offene internationale Meisterschaften von Polen im Badminton. Sie wurden erstmals Anfang September 2012 ausgetragen. Sie gehören zum BE Circuit. Mit dem Start eines zweiten internationalen Großturnier, ebenfalls als Polish International resp. Polish Open bezeichnet, wird der gewachsenen Bedeutung des Badmintonsports in Polen Rechnung getragen. Durch dieses zweite polnische Turnier geriet im Anfangsjahr der Turnierserie die offizielle Turnier-Nomenklatur der Badminton World Federation etwas durcheinander, da die höherrangigen Polish International 2012 als International betitelt wurden, die niederrangigeren Polish Open 2012 jedoch als Open, was der BWF-Nomenklatur genau entgegengesetzt war. Für 2013 wurde die Bezeichnung in die korrekte Form gebracht.

## Die Sieger
| Saison | Herreneinzel                  | Dameneinzel      | Herrendoppel                                   | Damendoppel                          | Mixed                                 |
| ------ | ----------------------------- | ---------------- | ---------------------------------------------- | ------------------------------------ | ------------------------------------- |
| 2012   | Kieran Merrilees              | Kirsty Gilmour   | Łukasz Moreń Wojciech Szkudlarczyk             | Kamila Augustyn Agnieszka Wojtkowska | Andrew Ellis Jenny Wallwork           |
| 2013   | Lin Yu-hsien                  | Cheng Chi-ya     | Chen Chung-jen Wang Chi-lin                    | Lee Chia-hsin Wu Ti-jung             | Lin Chia-hsuan Hsu Ya-ching           |
| 2014   | Michał Rogalski               | Panuga Riou      | Adam Cwalina Paweł Pietryja                    | Cemre Fere Ebru Tunalı               | Robert Mateusiak Agnieszka Wojtkowska |
| 2015   | Iskandar Zulkarnain Zainuddin | Ho Yen Mei       | Kasper Antonsen Niclas Nøhr                    | Clara Nistad Emma Wengberg           | Kasper Antonsen Amanda Madsen         |
| 2016   | Victor Svendsen               | Rituparna Das    | Lu Ching-yao Yang Po-han                       | Sanjana Santosh Arathi Sara Sunil    | Mikkel Mikkelsen Mai Surrow           |
| 2017   | Lee Zii Jia                   | Ayla Huser       | Nhat Nguyen Paul Reynolds                      | Jenny Moore Victoria Williams        | Kristoffer Knudsen Isabella Nielsen   |
| 2018   | Kai Schäfer                   | Rituparna Das    | Lin Shang-kai Tseng Min-hao                    | Mamiko Ishibashi Mirai Shinoda       | Jakub Bitman Alžběta Bášová           |
| 2019   | Mads Christophersen           | Jordan Hart      | Zach Russ Steven Stallwood                     | Amalie Magelund Freja Ravn           | Mikkel Mikkelsen Amalie Magelund      |
| 2020   | abgesagt                      | abgesagt         | abgesagt                                       | abgesagt                             | abgesagt                              |
| 2021   | Kiran George                  | Jaslyn Hooi      | Ishaan Bhatnagar Sai Pratheek K. Krishnaprasad | Margot Lambert Anne Tran             | William Villeger Anne Tran            |
| 2022   | Yushi Tanaka                  | Hirari Mizui     | Chiu Hsiang-chieh Yang Ming-tse                | Miku Shigeta Yui Suizu               | Chiu Hsiang-chieh Lin Xiao-min        |
| 2023   | Andi Fadel Muhammad           | Sorano Yoshikawa | Callum Hemming Ethan van Leeuwen               | Bengisu Erçetin Nazlıcan Inci        | Callum Hemming Estelle van Leeuwen    |
| 2024   | Ditlev Jæger Holm             | Anmol Kharb      | Wesley Koh Junsuke Kubo                        | Paulina Hankiewicz Kornelia Marczak  | Kristoffer Kolding Mette Werge        |